# Artikelgesetz
Als Artikel- oder Mantelgesetz wird in der Gesetzgebungspraxis der Bundesrepublik Deutschland ein Gesetz bezeichnet, das gleichzeitig mehrere Gesetze oder sehr unterschiedliche Inhalte in sich vereint. Meist werden damit Änderungsgesetze bezeichnet, die eine bestimmte Thematik in einer ganzen Reihe von Rechtsgebieten ändern. Für diese Gesetze ist auch die Bezeichnung „Omnibusgesetz“ gebräuchlich, wenn Änderungen, die inhaltlich nichts miteinander zu tun haben, in einem Artikelgesetz zusammengefasst werden.
Jedes neue Gesetz ist dabei ein Artikel im Mantelgesetz; weitere Artikel enthalten die Änderungen zu bestehenden Gesetzen und ggf. Übergangsbestimmungen oder Regelungen zum Inkrafttreten.
Die Bezeichnung Artikelgesetz kommt daher, dass diese Gesetze in der obersten Gliederungsebene in Artikel unterteilt sind, wobei für jedes zu erlassende oder zu ändernde Gesetz ein gesonderter Artikel verwendet wird. Innerhalb eines Artikels werden dann die Paragraphen des einzelnen Gesetzes oder nach Nummern geordnete Änderungen zu einzelnen Paragraphen aufgeführt.
Beispiel für ein deutsches Artikelgesetz ist etwa das Vierte Gesetz für moderne Dienstleistungen am Arbeitsmarkt. Dessen Artikel 1 ist das neue Zweite Buch Sozialgesetzbuch (SGB II). Insgesamt besteht das Vierte Gesetz für moderne Dienstleistungen am Arbeitsmarkt aus 61 Artikeln, mit denen zahlreiche Gesetze geändert wurden.
Eine Verwendung von Artikeln steht in ihrer textgliedernden Funktion der von Paragraphen gleich, sie ist nur ein Hinweis auf den Inhalt des Gesetzes. Der Artikel dient wie der Paragraph zur Einteilung in aufzählendem Schrifttum (etwa Gesetze, Verträge, Lehrbücher). Er selbst wird in der Regel zur besseren Referenzierbarkeit (insbesondere bei Gesetzestexten) wiederum aufgeteilt in Absätze, Nummern und/oder Sätze.

## Andere Verwendung
Als Artikelgesetze werden zuweilen auch Gesetze bezeichnet, die aus dem internationalen Recht stammen, ausschließlich anstatt aus Paragrafen aus Artikeln bestehen und in deutsches Recht transformiert wurden. Beispiele sind das Wechselgesetz, das Scheckgesetz oder der Zollkodex.
Unabhängig von dieser Bezeichnung besteht auch das Grundgesetz der Bundesrepublik Deutschland ausschließlich aus Artikeln und kennt keine Paragrafen. Trotzdem gilt es nicht als Artikelgesetz. In Bayern sind alle Landesgesetze nach Artikeln gegliedert. 